# Зграда градске тржнице у Крагујевцу
Зграда градске тржнице у Крагујевцу је изграђена 1929. године, као једна од првих покривених пијаца у Европи.
Аутор пројекта у духу екликтичких градитељских подухвата је био архитекта Георгиј Павлович Kоваљевски, из Јелисаветграда. Израда пројекта тржнице била је поверена „Техничком бироу браће Соларевић” из Београда, извођач радова било је предузеће „Тунер и Вагнер” из Београда, а надзор је вршио градски архитекта Леонид Залога. Камен темељац положен је и освећен 9. септембра 1928. године, када је и отпочела изградња, а завршена  новембра 1929. године. 
Зграда заузима централно место на предвиђеном простору Милошевог венца и представља вредно архитектонско наслеђе представља део како градског, тако и регионалног и националног идентитета. Изградњом тржнице Крагујевац је добио модерну и главну пијачну зграду „Центар”, која и данас краси центар града и једна је од ретких примера у Србији из доба које указује на савремене европске стилске утицаје.